# جرذ كنغري أوردي
جرذ كنغري أوردي (الاسم العلمي: Dipodomys ordii) (بالإنجليزية: Ord’s Kangaroo Rat)‏ هو نوع من الحيوانات يتبع جنس الجرذ الكنغري من فصيلة الفئران المتغايرة.